# La República (publicació)
La República va ser una publicació setmanal en llengua catalana editada per la societat laboral Maig 2011. La capçalera publicà el número zero el 28 d'abril de 2018, dirigida pel periodista i historiador Carles Ribera, i es va començar a distribuir regularment a partir del 26 de maig de 2018, els dissabtes al quiosc en solitari i els diumenges com a suplement dominical del diari El Punt Avui. A partir del març del 2020 va deixar d'encartar-se com a suplement dominical d'El Punt Avui i va continuar sortint els dissabtes en solitari al quiosc. El gener de 2024 es va integrar al diari El Punt Avui. Aquesta fusió ha comportat que els continguts de La República es distribueixin al llarg de la setmana en diferents edicions d'El Punt Avui. El setmanari va ser dirigit durant gairebé quatre anys pel periodista i historiador Carles Ribera, des de la sortida del número zero del setmanari l'abril del 2018 fins el número 197, publicat el 26 de febrer de 2022. Va ser rellevat en el càrrec pel fins aleshores director adjunt, el també periodista i historiador Pere Bosch. Bosch va dirigir el setmanari fins a la sortida de l'últim número de la publicació (294), el 6 de gener de 2024.